# Comuna Harbuzivka, Lebedîn
Harbuzivka (în ucraineană Гарбузівка) este o comună în raionul Lebedîn, regiunea Sumî, Ucraina, formată din satele Harbuzivka (reședința), Harcenkî, Iaroși, Karavan, Pancenkî, Savenkî, Sîtnîkî și Stebleankî.

## Demografie
Componența lingvistică a comunei Harbuzivka
     Ucraineană (92,61%)
     Rusă (6,06%)
     Alte limbi (0,57%)
Conform recensământului din 2001, majoritatea populației comunei Harbuzivka era vorbitoare de ucraineană (92,61%), existând în minoritate și vorbitori de rusă (6,06%).